# Ivaszaki Kjóko
Ivaszaki Kjóko (japánul: 岩崎 恭子); férjezett nevén Szaito Kjóko (japánul: 斎藤恭子); Numazu, 1978. július 21. –) olimpiai bajnok japán úszó.
A barcelonai olimpián minden idők egyik legfiatalabb olimpiai bajnoka lett, amikor 14 évesen és 6 naposan megnyerte a 200 méteres mellúszást. 4 × 100 m vegyes váltóban ugyanitt hetedik lett, a 100 méteres mellúszásban nem jutott döntőbe, 13. helyen végzett. Négy évvel később nem tudta megismételni kiváló eredményeit, 100 méteren a selejtezőben kiesett, 200 méteren címvédőként csak a B-döntőbe jutott és összesítésben a 10. helyen végzett.
A hazai rendezésű, 1995. évi universiadén bronzérmes lett fő számában.
Máig ő minden idők legfiatalabb női olimpiai bajnok úszója, Egerszegi Krisztina rekordját döntötte meg Barcelonában, aki négy évvel korábban 14 évesen és 43 naposan lett győztes a 200 méteres hátúszásban.
1998-ban egy kisbolygót neveztek el a tiszteletére japán csillagászok, ennek neve (35441) Kyoko.